# Zakhia
Le Zakhia est un jeu de lettres, dérivé des mots croisés.
Ce jeu a été conçu par un médecin et cruciverbiste libanais, Frédéric Y. Zakhia (né en 1908 à Amchit- décédé en 1992) et a été mis sur le marché en France en 1982 par l'éditeur CEJI.
Le Zakhia est à la fois un jeu de lettres et un jeu de connaissances. Contrairement à la plupart des jeux de lettres, les noms propres y sont autorisés et conseillés pour gagner. Certaines cases permettent de multiplier les points gagnés si le mot posé est en relation avec le thème de la case. Les noms communs, comme les noms propres, doivent se trouver dans le dictionnaire de référence choisi par les joueurs.
En 1973, l'auteur a publié Zakhia, dictionnaire des mots croisés et du Scrabble (Éditions du Rocher) qui a été réédité en 1982 puis en 1991. Le "Zakhia" est un des premiers dictionnaires francophones consacrés entièrement aux jeux de lettres.